# Gdy na ten świat spoglądam, wielki Boże

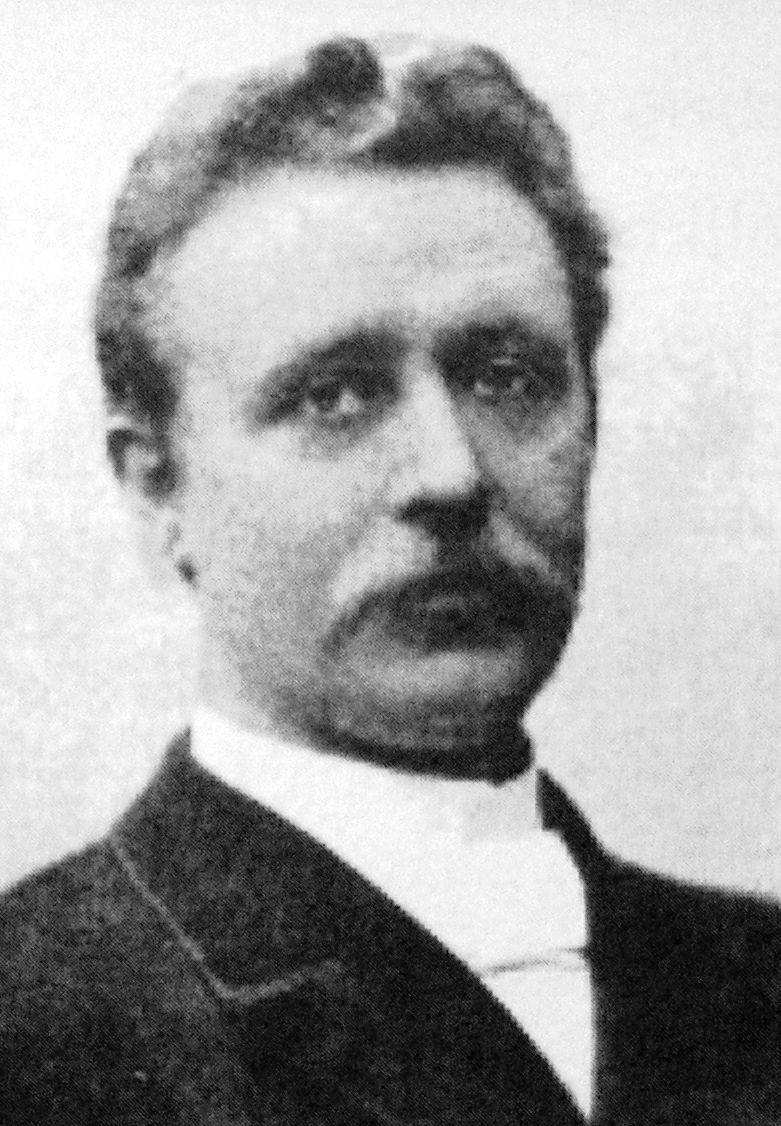
Carl Gustav Boberg

Gdy na ten świat spoglądam, wielki Boże – popularna w protestanckich kościołach pieśń, napisana w 1885 r. przez Szweda Carla Gustava Boberga. Spopularyzowana została przez George’a Beverly Shea i Cliffa Barrowsa podczas misji ewangelizacyjnych prowadzonych przez baptystycznego ewangelistę Billy’ego Grahama. Przetłumaczona została na wiele języków świata, w tym kilkakrotnie na polski.

## Powstanie pieśni
Spacer w deszczu dostarczył 25-letniemu pastorowi natchnienia do napisania tej pieśni. Po długiej wędrówce w trakcie burzy, której towarzyszyły wyładowania atmosferyczne, Carl Gustav Boberg dotarł na nabożeństwo. Pieśń ta została napisana w następstwie uświadomienia sobie przez młodego człowieka, „jak wielką mocą dysponuje Bóg, który stworzył świat”.

## Popularyzacja
George Beverly Shea zaczął śpiewać ten hymn podczas krucjaty Billy Graham w Toronto w 1955 roku. Od tej pory Shea zaczął śpiewać go regularnie. Podczas krucjaty nowojorskiej Shea śpiewał ten hymn 99 razy.

## Tekst

### Oryginał w języku szwedzkim
1. O store Gud, när jag den värld beskådar,
Som du har skapat med ditt allmaktsord,
Hur där din visdom leder livets trådar,
Och alla väsen mättas vid ditt bord.
Kör:
Då brister själen ut i lovsångsljud:
O store Gud! O store Gud!
Då brister själen ut i lovsångsljud:
O store Gud! O store Gud!
2. När sommarvinden susar över fälten,
När blommor dofta invid källans rand,
När trastar drilla i de gröna tälten,
Vid furuskogens tysta, dunkla rand;
3. När jag i bibeln skådar alla under,
Som Herren gjort se’n förste Adams tid,
Hur nådefull Han varit alla stunder,
Och hjälpt sitt folk ur livets synd och strid;
4. När slutligt alla tidens höljen falla,
Uti åskådning byter sig min tro,
Och evighetens klara klockor kalla,
Min frälsta ande till dess sabbatsro;
5. Då brister själen ut i lovsångsljud:
Tack store Gud! Tack store Gud!
Då brister själen ut i lovsångsljud:
Tack store Gud! Tack store Gud!

### Według „Śpiewnika Pielgrzyma”
1. Gdy na ten świat spoglądam, wielki Boże,
Coś stworzył go wszechmocnym Słowem Swym,
A kiedy znów na te narody spojrzę,
Którymi Ty wciąż opiekujesz się,
Refren:
Me serce w uwielbieniu śpiewa Ci:
Jak wielkimś Ty, jak wielkimś Ty!
Me serce w uwielbieniu śpiewa Ci:
Jak wielkimś Ty, jak wielkimś Ty!
2. Gdy wznoszę wzrok ku jasnym światom w górze
I widzę gwiazd nieprzeliczony rój,
Jak słońce tam i księżyc w swojej porze
Spokojnie bieg wciąż odbywają swój,
3. Gdy ze słowem Swym stanąłeś na mej drodze,
O Panie mój, gdym ujrzał łaskę Twą,
Co zmyła grzech, co cieszy w życia trwodze,
Co w mych słabościach pomoc daje swą,
4. Gdy widzę znów, jak grzesznych wielka rzesza,
Zamiast Cię czcić, Twe imię święte lży,
A mimo to Twa łaska się nie zmniejsza,
Owszem ich znosisz w cierpliwości Swej,
5. Gdy życia mię przytłacza ciężkie brzemię,
Gdy jest na śmierć zraniona dusza ma;
Ojcowska Twoja dłoń, gdy ciężar zdejmie,
Pomoże nieść, co się nieznośnym zda,
6. Gdy, Panie mój, odwołasz mię ze świata,
Gdy olśni mię Twej chwały wiecznej blask,
Gdy będzie dana mi czystości szata
I Ciebie ujrzę, Jezus, Królu łask,

Refren:
Me serce wtedy hymn zaśpiewa Ci:
Jak wielkimś Ty, jak wielkimś Ty!
Me serce wtedy hymn zaśpiewa Ci:
Jak wielkimś Ty, jak wielkimś Ty!

### TłumaczeniePawła Sikoryz1922
1. Gdy na ten świat spoglądam wielki Boże,
Coś stworzył go wszechmocnym Słowem Swym,
Gdy myśl ma ludów policzyć nie może,
Które na świecie rozmnożyłeś tym,
Refren:
Me serce w uwielbieniu śpiewa Ci:
Jak wielkiś Ty, jak wielkiś Ty!
Me serce w uwielbieniu śpiewa Ci:
Jak wielkiś Ty, jak wielkiś Ty!
2. Gdy wzniosę wzrok ku gwiazdom, co migocą
Nad głową mą jak iskier złotych rój,
Gdzie słońce w dzień, a blady księżyc nocą
Bieg po przestworzach odbywają swój.
3. Gdy w Słowie Swym na mojej staniesz drodze,
Objawiasz mi swej świętej łaski cud
I gładzisz grzech, i krzepisz w każdej trwodze
Co w mych słabościach pomoc daje swą,
4. Gdy widzę znów, jak grzesznych wielka rzesza,
Zamiast Cię czcić, Twe imię święte lży,
A mimo to Twa łaska się nie zmniejsza,
Owszem ich znosisz w cierpliwości Swej,
5. Gdy życia mię przytłacza ciężkie brzemię,
Gdy jest na śmierć zraniona dusza ma;
Ojcowska Twoja dłoń, gdy ciężar zdejmie,
Pomoże nieść, co się nieznośnym zda,
6. Gdy, Panie mój, odwołasz mię ze świata,
Gdy olśni mię Twej chwały wiecznej blask,
Gdy będzie dana mi czystości szata
I Ciebie ujrzę, Jezus, Królu łask,
Refren:
Me serce wtedy pieśń zaśpiewa Ci:
Jak wielkiś Ty, jak wielkiś Ty!
Me serce wtedy pieśń zaśpiewa Ci:
Jak wielkiś Ty, jak wielkiś Ty!